# جواو أسيس
جواو أسيس هو فنان قتالي برازيلي، ولد في 11 يوليو 1983 في بورتو أليغري في البرازيل.

## وصلات خارجية
- جواو أسيس على موقع شيردوغ (الإنجليزية)
- جواو أسيس على موقع IMDb (الإنجليزية)